# Мёртвый сезон (фильм, 1968)
«Мёртвый сезон» — советский чёрно-белый двухсерийный детективный художественный фильм 1968 года режиссёра Саввы Кулиша, снят на киностудии «Ленфильм».
Премьера фильма в СССР состоялась 6 декабря 1968 года.

## История создания
«Мёртвый сезон» стал первым советским фильмом, посвящённым деятельности советской разведки в годы «холодной войны». Сценарий был написан режиссёром Владимиром Вайнштоком на основе материалов, предоставленных Комитетом госбезопасности. Прототипом главного героя, Константина Ладейникова, послужил советский разведчик Конон Молодый; он же под псевдонимом Панфилов был одним из консультантов фильма.
На рубеже 1950—1960-х годов Конон Молодый под именем канадца Гордона Лонсдейла (также использовал фамилию Стенсфилд) работал в Англии, торговал игровыми автоматами и был весьма успешным предпринимателем: заработал немало денег для советской разведки (в фильме фамилии «Лонсдейл» и «Стенсфилд» весьма прозрачно трансформировались в пару «Лонсфилд — Стерндейл», а место игровых автоматов в бизнесе главного героя заняли музыкальные). Объектом его профессиональных интересов в Англии была группа немецких учёных, когда-то служивших Гитлеру, занимавшихся разработкой военной продукции.
В 1961 году Молодый был арестован и приговорён к 25 годам заключения; но отсидел лишь три года: в 1964 году он был обменян на английского разведчика Гревилла Винна, связного Олега Пеньковского.
На главную роль Савва Кулиш пригласил Вячеслава Тихонова, актёр успел подружиться с разведчиком, однако на семейном совете Молодых было решено просить режиссёра пригласить на роль Ладейникова кого-нибудь, внешне более похожего на Молодого. Из известных актёров самым похожим оказался Донатас Банионис.
Основная натура фильма снималась в Эстонии при большом участии прибалтийских актёров, не только обладавших необходимой для «западного» сюжета неславянской внешностью, но и говоривших по-русски с сильным акцентом, отчего на озвучивание пригласили русских актёров; Александр Демьяненко в те годы постоянно озвучивал роли Донатаса Баниониса. Сцена обмена агентами на Глиникском мосту снималась самой первой, на одном подмосковном шоссе. Поскольку в этой сцене Ладейникова меняют на некоего полковника Николса, которого сыграл Лаймонас Норейка, это стало предметом шуток на тему «как одного литовца на другого меняли».
По свидетельству Светланы Коркошко, роль Элис, совладелицы частного ресторана, в отснятом материале была существенно больше: «Увы, по цензурным соображениям — не может русский разведчик любить иностранку! — этот эпизод оказался спрессованным до нескольких мгновений».
В начале фильма к зрителям с небольшим комментарием обращается старший коллега и друг Конона Молодого Рудольф Абель (Вильям Фишер), чья судьба имела немало общего с судьбой Молодого (провал в США из-за предательства напарника, приговор к длительному сроку заключения, обмен на американского разведчика); однако, по свидетельствам очевидцев, ни Абелю, ни Молодому фильм не понравился: если в первой серии ещё были эпизоды, напоминавшие то, чем занимались в действительности разведчики-нелегалы, то во второй от реальной деятельности разведчиков уже не осталось и следа.
Владимир Познер, впрочем, отметил, что встречался с Абелем и удостоверился в том, что фильм построен на реальных событиях и имеет историческую достоверность, подтверждая тем самым сходство с работой реальной разведывательной службы СССР.

## Сюжет
В западном курортном городке Даргейте под вывеской фармацевтического центра немецкий военный преступник доктор Хасс заканчивает работу над новым психохимическим оружием массового поражения — газом RH (Эр-Эйч). Возможности газа таковы, что в малых дозах он стимулирует интеллект человека, в больших — превращает его в послушного идиота. Вынужденный работать на одну страну, в фильме не названную, Хасс, однако, намеревается передать свои разработки другой — Западной Германии.
В аэропорту Лиссабона убит связной между доктором Хассом и западногерманской разведкой; в кармане убитого обнаружена шифровка о закупке сырья для массового производства RH, которая помогает советской разведке выйти на след военного преступника. Делом Хасса поручено заняться советскому разведчику полковнику Константину Тимофеевичу Ладейникову; он попадает в поле зрения западных спецслужб, но просит разрешения у своего руководства остаться в стране и продолжить работу.
У Ладейникова нет портрета Хасса. С помощью бывших узников немецкого концлагеря, в котором Хасс проводил свои эксперименты, руководство советской разведки пытается составить его фоторобот. Необходим человек, способный опознать Хасса на месте. Им становится актёр детского театра Иван Павлович Савушкин, бежавший в 1944 году из концлагеря. Савушкин, хорошо владеющий немецким языком, однако не имеющий ни малейшего опыта работы в разведке, поначалу отказывается, но поскольку кроме него помочь Ладейникову в разоблачении военного преступника больше некому, соглашается.
Вместе с Ладейниковым Савушкин включается в смертельно опасную игру с Хассом. Доктору покровительствует местная полиция, которую, в свою очередь, поддерживает резидентура ЦРУ в Даргейте, возглавляемая американским контрразведчиком Дрейтоном. По прибытии в курортный городок Савушкин, по легенде — Поппельбаум, турист из Западной Германии, сразу попадает в поле зрения резидента западногерманской разведки Гребана, нового связного Хасса, предлагающего «соотечественнику» свои услуги в качестве гида. Попытки Савушкина выйти через него на Хасса терпят неудачу.
Тем временем от местного священника Ладейников случайно узнаёт, что работающий в фармацевтическом институте профессор О’Рейли чем-то серьёзно озабочен и пребывает в подавленном состоянии. Желая поговорить с О’Рейли, Ладейников приходит к нему в дом и находит профессора мёртвым.
В церкви, во время отпевания О’Рейли, Савушкин опознаёт Хасса; но и Хасс узнаёт Савушкина. После отпевания Гребан почти насильно усаживает его в свою машину, усыпляет и привозит к Хассу. Хасс рассказывает Савушкину о свойствах газа RH, тот понимает, что благодаря этому чудовищному оружию возникнет страшный мир, в котором часть людей является высокоинтеллектуальной элитой, живущей в «Новом Эдеме», а часть является рабами, подобными скоту, абсолютно довольными своим страшным положением, даже потомки этих людей будут точно такими же «счастливыми» рабами. После чудовищного монолога Хасса Гребан чудовищно избивает Савушкина и пленную секретаршу института — Кэтрин. Сам Хасс готовится покинуть страну вместе со своим связным. Одновременно Ладейникова обнаруживает разведка ЦРУ и выдаёт его полиции Даргейта.
Ладейникову удаётся проникнуть на виллу Хасса, нейтрализовать Гребана, спасти Савушкина и помочь ему покинуть Даргейт с документами, изобличающими врача-садиста. Доктора Хасса убивает Кэтрин, Гребан погибает во время погони за Савушкиным, а Ладейников попадает в руки контрразведки. Суд приговаривает его к длительному заключению на 25 лет. Ладейников отказывается от сотрудничества с американской разведкой, хотя в тюрьме на протяжении трёх лет подвергается сильнейшему психологическому давлению.
Поняв всю бесперспективность попыток завербовать разведчика, ЦРУ соглашается на его освобождение — в обмен на американского резидента, провалившегося в СССР. На нейтральной территории происходит долгожданный обмен, эта сцена становится ключевым моментом фильма.
В московском аэропорту Шереметьево огромная возбуждённая толпа приветствует героев спорта. Не встречаемый никем, кроме нескольких близких друзей, на том же самолёте возвращается на родину неизвестный герой «холодной войны».

## В ролях
- Донатас Банионис — Ладейников Константин Тимофеевич, разведчик (роль озвучил Александр Демьяненко)
- Ролан Быков — Савушкин Иван Павлович, актёр, бывший узник концлагеря
- Сергей Курилов — Бочаров Павел Константинович, генерал КГБ
- Геннадий Юхтин — Муравьёв Алексей Николаевич, капитан
- Бруно Фрейндлих — Валерий Петрович Батурин, генерал КГБ
- Антс Эскола — Смит, шеф полиции Даргейта (роль озвучил Ефим Копелян)
- Леонхард Мерзин — отец Мортимер (роль озвучил Армен Джигарханян)
- Эйнари Коппель — Дрейтон, американский разведчик
- Маури Раус — Гребан, агент БНД, связной Хасса (роль озвучил Павел Кашлаков)
- Владимир Эренберг — Рихард Хасс, он же профессор Борн, военный преступник
- Юри Ярвет — О’Рейли, профессор
- Анда Зайце — Кэтрин, секретарша
- Светлана Коркошко — Элис, совладелица частного ресторана
- Лаймонас Норейка — Никольс, полковник

## Съёмочная группа
- Авторы сценария:
Владимир Вайншток (в титрах указан как Владимир Владимиров), Александр Шлепянов
- Режиссёр-постановщик — Савва Кулиш
- Главный оператор — Александр Чечулин
- Главный художник — Евгений Гуков
- Композитор — Андрей Волконский

## Награды
- Главный приз на Всесоюзном кинофестивале в Минске, 1970 год[7].
- Премия режиссёру Савве Кулишу и актёру Донатасу Банионису на международном кинофестивале приключенческих фильмов в Софии, 1969 год[7].

## Критика
Кинокритик Александр Караганов вскоре после выхода фильма на экран написал, что он «заметно выделяется из потока средних и просто посредственных фильмов, создатели которых больше уповают на остроту сюжета, чем на силу искусства». Киновед Всеволод Ревич считал, что режиссёр С. Кулиш сделал «ещё один шаг в развитии жанра».
А. Бейлин утверждал, что «в „Мёртвом сезоне“ Банионис раскрылся как актёр, наделённый богатым внутренним миром, необыкновенно тонко мыслящий и чувствующий, достоверный во всём — в слове, во взгляде, в движении, в активном действии и в молчании».